# George Peacock

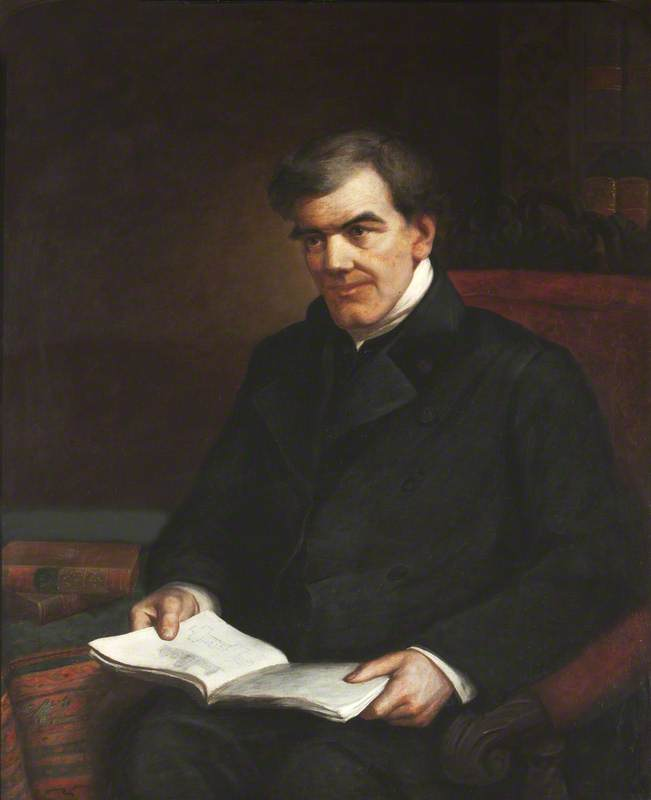
George Peacock

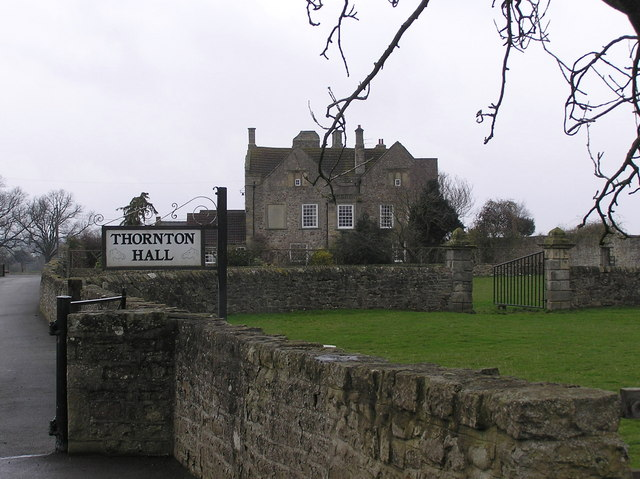
Thornton Hall, Peacocks Geburtsort

George Peacock (* 9. April 1791 in Thornton Hall, Denton, bei Darlington; † 8. November 1858 in Ely, England) war ein englischer Mathematiker.

## Leben und Wirken
Peacock war eines der acht Kinder und der jüngste der fünf Söhne von Thomas Peacock (1756–1851) und dessen zweiter Frau Jane Thompson (1761–1844). Er erhielt seine schulische Ausbildung in Sedbergh und ab dem 17. Lebensjahr in Richmond.
Am 21. Februar 1809 wurde Peacock am Trinity College in Cambridge als „Sizar“ zugelassen, wo er sich im gleichen Jahr immatrikulierte. 1810 wurde ihm eines der ersten Bell-Stipendien zugesprochen. 1812 erhielt Peacock ein Stipendium des Colleges. 1813 erwarb er dort den Grad eines Baccalaureus artium (B. A.), außerdem war er Second Wrangler der Tripos-Prüfungen und war Zweitplatzierter des Smith-Preises. 1814 wurde Peacock „Fellow“ des Trinity College. 1816 wurde er zum Magister Artium (M. A.) graduiert.
Er hatte danach verschiedene Lehrpositionen am Trinity College.
Am 7. Mai 1812 gründeten Peacock und seine Mitstudenten Charles Babbage, Edward Bromhead, John Herschel, Michael Slegg (1791–1889), Richard Gwatkin (1791–1870?), John Whittaker (1790–1854) und Henry Wilkinson (1791/92–1838) die Analytical Society mit dem Ziel die „analytische Mathematik“ gegenüber der an der Universität gelehrten „synthetischen Mathematik“ zu fördern. Dies betraf insbesondere das von Gottfried Wilhelm Leibniz entwickelte Differentialkalkül gegenüber der Fluenten-Fluxionen-Methode von Isaac Newton, die das Mathematikstudium beherrschte. Zusammen übersetzten sie 1816 das Analysis-Lehrbuch von Sylvestre Lacroix und propagierten überall die „kontinentalen“ Methoden.
Er war 1819 an der Gründung der Cambridge Philosophical Society beteiligt, deren Präsident er von 1841 bis 1843 war.
Am 12. Januar 1820 gehörte Peacock zu den 14 Gründungsmitgliedern der Astronomical Society of London.
Am 22. September 1822 wurde er ordiniert.
Unter dem Titel A treatise on algebra veröffentlichte Peacock 1830 ein Algebra-Lehrbuch.
1836 wurde Peacock zum Lowndean Professor of Astronomy and Geometry der Cambridge University berufen. Per Letters Patent erhielt er 1839 den Grad eines Doctor Divinitatis (D. D.). Außerdem wurde er zum Dekan der Kathedrale von Ely ernannt.
Ab 1847 war er Rektor von Wentworth. Am 20. Oktober 1847 heiratete Peacock in Richmond Frances Elizabeth Selwyn (1816–1903). Die Ehe blieb kinderlos.

## Ehrungen
Am 29. Januar 1818 wurde Peacock als Mitglied („Fellow“) in die Royal Society gewählt. 1822 wurde er Mitglied der Geological Society of London. Ab 1842 war er Mitglied der American Philosophical Society.
Nach ihm ist der Mount Peacock in der Antarktis benannt.

## Schriften (Auswahl)
Bücher
- An elementary treatise on the differential and integral calculus. Cambridge 1816 (Digitalisat) – als ein Übersetzer eines Werks von Sylvestre-François Lacroix.
- A collection of examples of the applications of the differential and integral calculus. Cambridge 1820 (Digitalisat).
- A treatise on algebra. Cambridge 1830 (Digitalisat).
  - 2. Auflage, 2 Bände, Cambridge 1842–1845:
    - Band 1: Arithmetical algebra. Cambridge 1842 (Digitalisat).
    - Band 2: Symbolical algebra and its applications to the geometry of positions. Cambridge 1845 (Digitalisat).
- Observations on the plans for Cathedral Reform. Cambridge / London 1840 (Digitalisat).
- Observations on the statutes of the University of Cambridge. Parker, London / Cambridge 1841 (Digitalisat).
- Life of Thomas Young, M.D., F.R.S., &c.; and one of the eight foreign associates of the National Institute of France. John Murray, London 1855 (Digitalisat).
- Miscellaneous works of the Late Thomas Young, M.D., F.R.S., &c.; and one of the eight foreign associates of the National Institute of France. John Murray, London 1855 (Band 1, Band 2) – als Herausgeber.

Sonstige
- Report on the Recent progress and Present State of Certain Branches of Analysis. In: Report of the third meeting of the British Association for the Advancement of Science : held at Cambridge in July 1833. London 1834, S. 185–352 (Digitalisat, Digitalisat).
- Arithmetic. In: Encyclopaedia Metropolitana; or, universal dictionary of knowledge, on an original plan. Band 1, London 1845, S. 369–523 (Digitalisat).